# Branko Strupar
Branko Strupar (Zagreb, 9 februari 1970) is een gewezen Kroatisch-Belgische voetballer. In België speelde hij vijf seizoenen voor KRC Genk. In die periode won hij onder meer de landstitel en de Gouden Schoen.
Strupar kwam ook 17 keer uit voor de Rode Duivels. In 2000 nam hij deel aan het EK in België en Nederland. Twee jaar later was hij ook aanwezig op het WK in Japan en Zuid-Korea.

## Clubcarrière
Branko Strupar werd geboren in het Joegoslavische Zagreb. In 1989 brak hij als 18-jarige aanvaller door bij tweedeklasser NK Špansko. Bij die club werd hij in geen tijd een van de smaakmakers, hetgeen hem in die buurt heel populair maakte. Midden jaren 90 werd hij ontdekt door Racing Genk. De Limburgse club haalde hem in 1994 naar België. De club speelde toen in Tweede Klasse en haalde dat jaar de eindronde. Een jaar later eindigde Genk onder leiding van trainer Aimé Antheunis tweede. Zo dwongen Strupar en zijn ploegmaats de promotie naar Eerste Klasse af.
Op het hoogste niveau draaide Genk makkelijk mee, vooral door het efficiënte spitsenduo dat Strupar met de Guinees Souleymane Oulare vormde. Het duo kreeg in die dagen de bijnaam Strulare. In 1998 werd Strupar topschutter met 22 doelpunten en veroverde hij met Genk de Beker van België. Het leverde hem enkele maanden later de Gouden Schoen op. Later dat seizoen won hij met Genk bovendien de landstitel. Het was de eerste keer dat de Limburgse club kampioen werd.
In december 1999 vertrok Strupar naar het buitenland. Hij tekende een contract bij de Engelse eersteklasser Derby County. In zijn eerste seizoen in de Premier League slaagde Strupar erin om de degradatie te vermijden. Toch haalde de Kroatische Belg nooit een hoog niveau in Engeland. Heel wat blessures en heimwee deden hem naar een andere club verlangen. In 2002 zakte Derby County naar de Football League. Strupar degradeerde mee en kreeg in de zomer van 2003 een vrije transfer. Hij besloot terug te keren naar zijn thuisland.
De 33-jarige aanvaller belandde bij de Kroatische landskampioen Dinamo Zagreb, waar hij opnieuw floreerde. Strupar speelde er in totaal nog één seizoen alvorens een punt te zetten achter zijn loopbaan als voetballer.

## Interlandcarrière
Strupar liet zich eind jaren negentig naturaliseren tot Belg. Door zijn goede prestaties bij Genk werd hij in 1999 gevraagd om voor de Rode Duivels te spelen. Hij maakte zijn debuut onder leiding van bondscoach Georges Leekens op woensdag 18 augustus 1999, toen hij in de rust inviel voor Sandy Martens in de vriendschappelijke wedstrijd tegen Finland (3-4). Kort daarop, in de Derby der Lage Landen tegen Nederland, scoorde hij tweemaal in de wedstrijd die eindigde in 5-5. In 2000 nam hij deel aan het EK in België en Nederland. Twee jaar later was hij ook aanwezig op het WK in Japan en Zuid-Korea.
| Interlanddoelpunten | Interlanddoelpunten | Interlanddoelpunten | Interlanddoelpunten | Interlanddoelpunten | Interlanddoelpunten | Interlanddoelpunten | Interlanddoelpunten |
| #                   | Datum               | Locatie             | Wedstrijd           | Goal(s)             | Score               | Uitslag             | Wedstrijd           |
| ------------------- | ------------------- | ------------------- | ------------------- | ------------------- | ------------------- | ------------------- | ------------------- |
| 1                   | 04/09/1999          | Rotterdam           | Nederland – België  | 8'                  | 0 – 1               | 5 – 5               | Oefeninterland      |
| 2                   | 04/09/1999          | Rotterdam           | Nederland – België  | 29'                 | 0 – 2               | 5 – 5               | Oefeninterland      |
| 3                   | 07/09/1999          | Luik                | België – Marokko    | 88'                 | 4 – 0               | 4 – 0               | Oefeninterland      |
| 4                   | 10/10/1999          | Sunderland          | Engeland – België   | 14'                 | 1 – 1               | 2 – 1               | Oefeninterland      |
| 5                   | 23/02/2000          | Charleroi           | België – Portugal   | 56'                 | 1 – 0               | 1 – 1               | Oefeninterland      |

## Privé
Hij heeft samen met zijn echtgenote Sanja twee dochters (Dora en Laura) en één zoon (Bruno).